# Sematophyllum serifolium
Sematophyllum serifolium är en bladmossart som beskrevs av Brotherus 1925. Sematophyllum serifolium ingår i släktet Sematophyllum och familjen Sematophyllaceae. Inga underarter finns listade i Catalogue of Life.